# Erbendorf

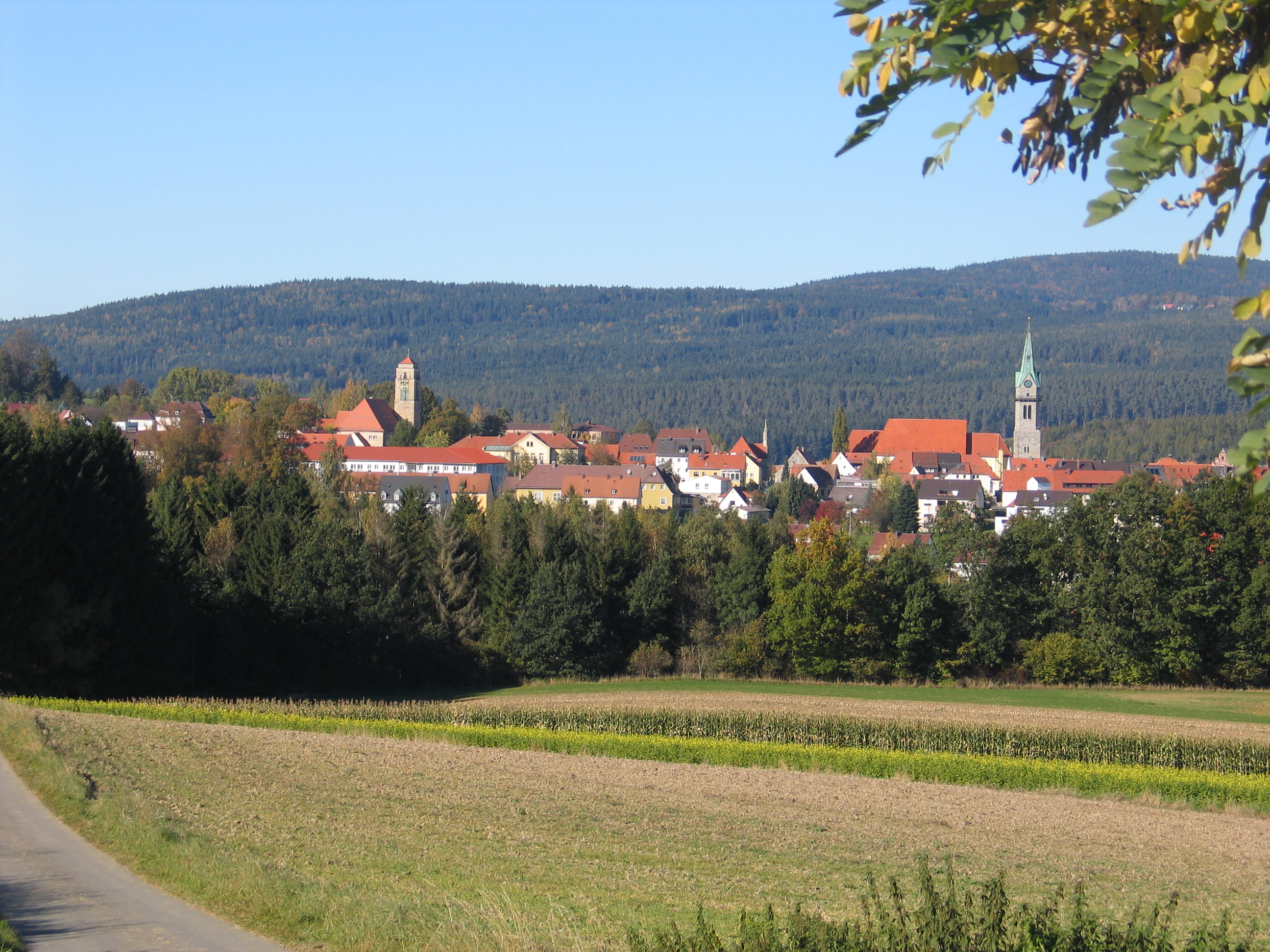
Stadt Erbendorf

Erbendorf (bairisch: Arndorf) ist eine Stadt im Oberpfälzer Landkreis Tirschenreuth an der Bayerischen Porzellanstraße.

## Geographie
Der staatlich anerkannte Erholungsort liegt im waldreichen Fichtelnaabtal, am südlichen Rand des Naturparks Steinwald.

### Gemeindegliederung
Es gibt 38 Gemeindeteile (in Klammern ist der Siedlungstyp angegeben):
- Aschenhof (Weiler)
- Birkenreuth (Einöde)
- Boxdorf (Dorf)
- Bruckmühle (Einöde)
- Eppenhof (Weiler)
- Erbendorf (Hauptort)
- Frodersreuth (Weiler)
- Geiselhof (Einöde)
- Glashütte (Einöde)
- Gleichhof (Einöde)
- Gössenreuth (Weiler)
- Gramlhof (Einöde)
- Grenzmühle (Einöde)
- Grötschenreuth (Dorf)
- Hanslmühle (Einöde)
- Hauxdorf (Dorf)
- Herrnmühle (Einöde)
- Hohenwies (Einöde)
- Inglashof (Einöde)
- Knierermühle (Einöde)
- Kornhof (Einöde)
- Lochermühl (Einöde)
- Napfberg (Dorf)
- Neuenreuth (Weiler)
- Paterlhütte (Einöde)
- Pfaben (Dorf)
- Plärn (Weiler)
- Plärnmühle (Einöde)
- Rohrmühle (Einöde)
- Schadenreuth (Dorf)
- Siegritz (Dorf)
- Steinbach (Weiler)
- Steinbachermühle (Einöde)
- Straßenschacht (Weiler)
- Thann (Weiler)
- Wäldern (Kirchdorf)
- Wetzldorf (Dorf)
- Wildenreuth (Pfarrdorf)

Es gibt die Gemarkungen Erbendorf, Hauxdorf, Pfaben, Wetzldorf und Wildenreuth.

## Geschichte

### Bis zum 19. Jahrhundert
Die Stadt wurde erstmals urkundlich im Jahre 1109 erwähnt und war bereits im Mittelalter ein Markt mit Stadtrechten. Der Markt war Sitz eines der sieben Gerichte des Gemeinschaftsamts Parkstein-Weiden, in denen der Parksteiner Landrichter zusammen mit zwölf Geschworenen in Fällen der hohen und niederen Gerichtsbarkeit urteilte. Ab 1714 gehörte der Ort vollständig zum Herzogtum Pfalz-Sulzbach, 1777 kam er zu Kurbayern. Zwischen 1806 und 1837 war Erbendorf wie auch der gesamte heutige Landkreis Tirschenreuth, die Stadt Weiden in der Oberpfalz und ein Großteil des heutigen Landkreises Neustadt an der Waldnaab Teil des bayerischen Obermainkreises. Die formelle Stadterhebung geschah durch König Ludwig I. am 6. Juni 1842.
In den letzten gut 450 Jahren fiel die Stadt siebenmal dem Feuer zum Opfer. Der erste urkundlich nachweisbare große Brand war 1568, weitere Brände gab es 1596, 1676, 1771 und 1796. Die letzten Stadtbrände waren 1832 und 1835.

### Eingemeindungen
Im Jahr 1938 wurde die Gemeinde Altenstadt bei Erbendorf eingegliedert. Im Jahr 1945 oder 1946 folgte Schadenreuth aus dem Landkreis Kemnath. Grötschenreuth und Wetzldorf (mit dem im Jahr 1938 eingemeindeten Pfaben und dem im Jahr 1945 oder 1946 eingemeindeten Siegritz) folgten im Zuge der Gebietsreform in Bayern am 1. Januar 1972, Hauxdorf am 1. Juli 1972. Wildenreuth kam mit dem 1945 oder 1946 eingemeindeten Neuenreuth am 1. Januar 1978 hinzu.

### Einwohnerentwicklung seit 1840
| Volkszählung bzw. Zensus | Einwohner | Bevölkerung am 31.12.YYYY | Einwohner |
| ------------------------ | --------- | ------------------------- | --------- |
| 01.12.1840               | 3969      | 2005                      | 5369      |
| 01.12.1871               | 3658      | 2006                      | 5341      |
| 01.12.1900               | 3076      | 2007                      | 5340      |
| 16.06.1925               | 3410      | 2008                      | 5363      |
| 17.05.1939               | 3510      | 2009                      | 5341      |
| 13.09.1950               | 4730      | 2010                      | 5257      |
| 06.06.1961               | 4647      | 2011                      | 5199      |
| 27.05.1970               | 5157      | 2012                      | 5215      |
| 25.05.1987               | 4964      | 2013                      | 5158      |
| 09.05.2011               | 5220      | 2014                      | 5136      |
|                          |           | 2015                      | 5150      |
|                          |           | 2018                      | 5085      |

Zwischen 1988 und 2018 wuchs die Stadt von 4969 auf 5085 um 116 Einwohner bzw. um 2,3 %.

## Politik

### Stadtrat
Nach der Kommunalwahl am 15. März 2020 setzt sich der Stadtrat seit 1. Mai 2020 wie folgt zusammen:
| Partei / Liste                            | Stimmenanteil | Sitze 1       | Sitze 1   |
| Partei / Liste                            | Stimmenanteil | 2020 bis 2022 | seit 2022 |
| ----------------------------------------- | ------------- | ------------- | --------- |
| Christlich-Soziale Union in Bayern (CSU)  | 31,3 %        | 6             | 5         |
| fraktionslos                              | 31,3 %        |               | 1         |
| Freie Wähler (FW)                         | 23,3 %        | 5             | 5         |
| SPD Bayern (SPD)                          | 20,5 %        | 4             | 4         |
| Christliche Wählergemeinschaft Land (CWL) | 17,2 %        | 3             | 3         |
| Bündnis 90/Die Grünen (Grüne)             | 7,7 %         | 2             | 2         |
| Gesamt                                    | 100 %         | 20            | 20        |

### Bürgermeister
- Erster Bürgermeister ist seit 2020 Johannes Reger (CSU). Am 29. März 2020 wurde er mit 55,9 % der gültigen Stimmen in der Stichwahl gewählt.
- Seine Stellvertreter sind in der Wahlperiode 2020–2026: Zweiter Bürgermeister Bernhard Schmidt (Freie Wähler) und Dritter Bürgermeister Reinhold Kastner (SPD).

### Wappen
| | Blasonierung: „Schwarzer Adler auf goldenen Grund, mit roten Waffen (Schnabel/Krallen) und einem roten Fürstenhut.“ |
| Wappenbegründung: Das Wappen ist seit dem 15. Jahrhundert bekannt. Wer es verliehen hat, ist unklar. Auch das Salbuch des Amtes Parkstein von 1416 weiß nichts Genaues über seine Herkunft: „… die stat Erndorff die ist gefreit und auch mit einem ganzen adler den sy zum sigl haben und domit begabet worden sind von einem römischen Kaiser, dieselben briff und freyheit sind jn alle verprant und haben jetzt dermal khein versigelt briff“. Das Wappen dürfte im 12. Jahrhundert verliehen worden sein, als Erbendorf unmittelbarer Reichsbesitz war, wobei nicht auszuschließen ist, dass dies durch Kaiser Friedrich Barbarossa selbst geschah. Der Fürstenhut ist späteren Ursprungs. | |

## Kultur und Sehenswürdigkeiten

### Museen
Das Bergbau- und Heimatmuseum Erbendorf wurde 1995 eröffnet. Das Museum Flucht – Vertreibung – Ankommen Erbendorf wurde 2023 eröffnet.

### Bauwerke
Pfarrkirche Mariä Himmelfahrt

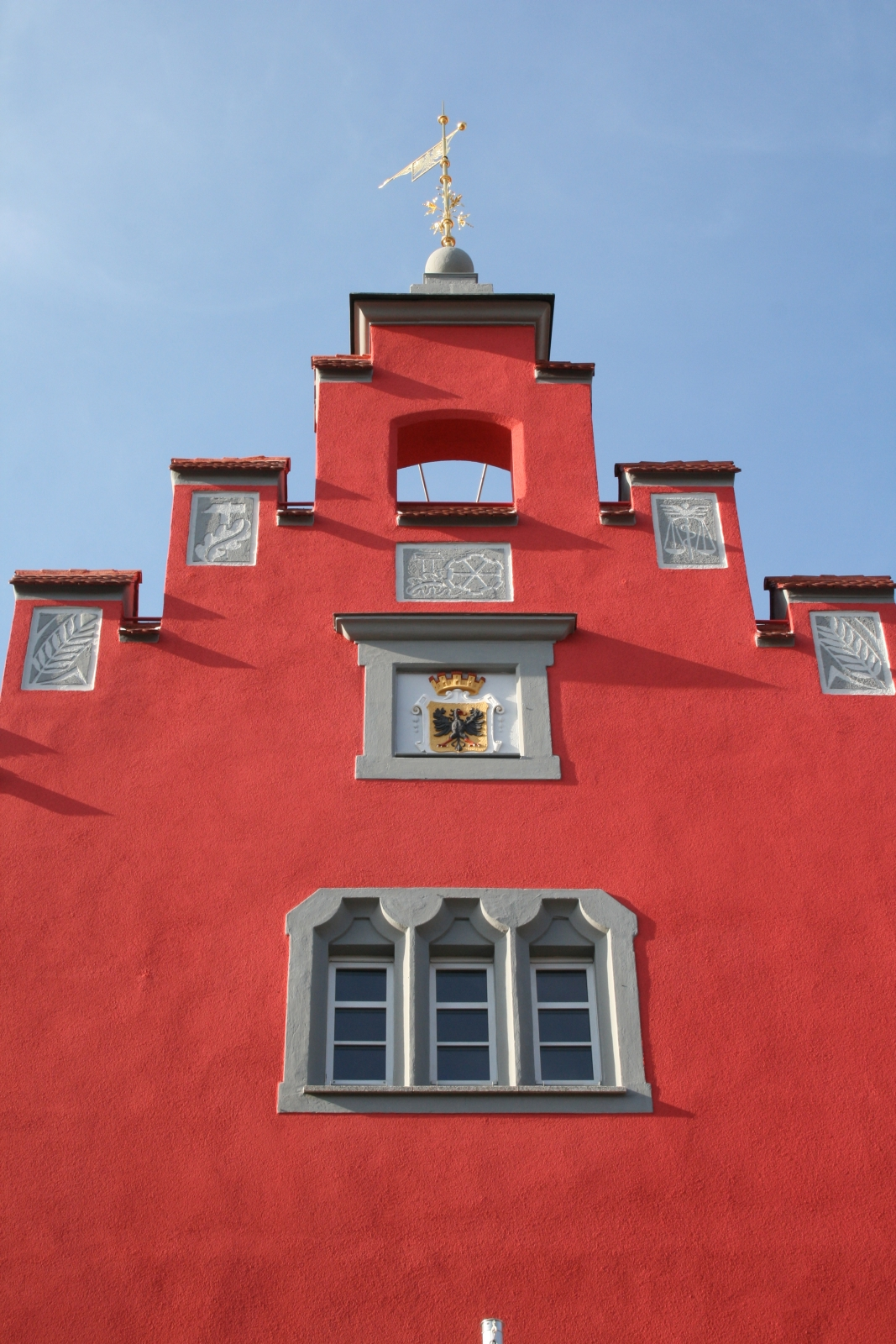
Rathaus Erbendorf

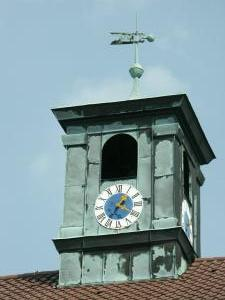
Ehemaliges Amtsgericht Erbendorf

Zur frühen Baugeschichte der katholischen Pfarrkirche Mariä Himmelfahrt gibt es nur wenige gesicherte Daten. Erstmals wurde das Gotteshaus 1416 erwähnt. Eine Steintafel mit der Inschrift „Anno 1474 inceptio chori“ erinnert an den Baubeginn des Chores 1474. Die großen Stadtbrände zerstörten mehrmals auch das Gotteshaus. Nach dem Brand von 1771 wurde unter großen finanziellen Opfern der Bevölkerung die Kirche auf dem stehengebliebenen Langhaus neu errichtet. Doch auch dieses Gotteshaus brannte 1796 nieder. Unter Beibehaltung der Umfassungsmauern des spätgotischen Chores wurde der Neubau schnell hochgezogen und 1799 eingeweiht. 1866 wurde der alte Turm bis auf das erste Stockwerk abgetragen und als Sakristei umfunktioniert. Der neue Kirchturm wurde 1865–1866 mit einer Höhe von 63,5 m in den Formen der Neuromanik erbaut. Nach der Auflösung des Simultaneums erfolgte Anfang des 20. Jahrhunderts eine grundlegende Umgestaltung im Sinne des Neubarocks. An der Orgel der Pfarrkirche komponierte und erprobte Max Reger 1899 seine Morgenstern-Fantasie („Wie schön leucht uns der Morgenstern“).
Martin-Luther-Kirche
Nach der Auflösung des Simultaneums baute die evangelische Gemeinde ein neues Gotteshaus. Dazu erwarb sie an der Bräugasse ein Grundstück, das wegen seiner erhöhten Lage besonders gut geeignet war. Vorher stand an dieser Stelle ein Malzhaus. Die Pläne für die neue Kirche fertigte der Architekt Karl Brendel aus Nürnberg. Er vermied den bis dahin üblichen Kirchenstil und versuchte eine zeitgemäße Lösung. Am 4. Dezember 1921 konnte der Grundstein gelegt werden. Nach nicht einmal zweijähriger Bauzeit feierte die Gemeinde die Einweihung. Das verwendete Baumaterial ist Sandstein aus Schweißenreuth. Das Bauwerk ist ein Sinnbild für das Lied Ein feste Burg ist unser Gott von Martin Luther. Den Bau begleiteten große Sorgen wegen der fortschreitenden Inflation. Mit seinen enormen Ausmaßen erschien das Bauwerk viel zu groß geraten für die damalige kleine Kirchengemeinde. Als aber nach 1945 viele evangelische Flüchtlinge in Erbendorf ihre neue Heimat fanden, lobte man die großzügige Planung.
Lorettokapelle
Nach mehreren Romreisen war es dem katholischen Pfarrer Johann Michael Pfreumbter 1751 gelungen, die Gebeine des Heiligen Faustinus von Rom, eines Römers, der im Alter von 18 Jahren den Märtyrertod erlitten haben soll, für die Lorettokapelle zu erwerben. Pfarrer Pfreumbter stiftete 1768 das Frühmessbenefizium, die kleine Kapelle diente ihm als Hauskapelle. Diese  brannte 1771 ab und wurde durch einen Neubau ersetzt, der aber beim großen Stadtbrand 1796 erneut beschädigt wurde. Unter dem Benefiziaten Anton Hösl wurde die Kapelle durch den Maurermeister Wolfgang Bauer 1818–1850 neu erbaut. Hierbei verlegte man den Eingang nach Osten und den Altarraum nach Westen, um den Zugang von der Straße her zu ermöglichen. Die Reliquie des Faustinus, die der Lebküchler Johann Baptist Schultes in Wachs fasste, ruht unter der Mensa des Altares.
Den äußeren Akzent der Kapelle bildet der achteckige Dachreiter über dem Eingang. Die Erbendorfer Lorettokapelle ist ein Beispiel einer weitgehend erhaltenen neugotischen Einrichtung und daher kunstgeschichtlich von besonderer Bedeutung. Die ursprüngliche Einrichtung hatte der erst 15-jährige Schreinerssohn Johann Tretter aus Wäldern geschaffen. Der Altar wurde jedoch Anfang des 20. Jahrhunderts durch einen neuen Schnitzaltar ersetzt.
Windisch-Kapelle
Die Feldkapelle an der Tirschenreuther Straße wurde um 1860 erbaut. Sie war lange Zeit im Besitz der Familie Windisch, die in Erbendorf mehrmals Bildhauer hervorgebracht hat. Neben der Kapelle steht eine etwa 400 Jahre alte Linde. Der Baum ist 22 Meter hoch und hat einen Stammumfang von ca. sieben Meter, die Kronenbreite beträgt rund 15 Meter.
- Schloss Altenstadt
- Schloss Grötschenreuth
- Hammerschloss Grötschenreuth
- Schloss Siegritz
- Turmburg Siegritz
- Schloss Wildenreuth
- Simultankirche St. Jakob in Wildenreuth
- Radwegkapelle „Insel der Ruhe“

### Natur
- Das Naturschutzgebiet und Geotop Föhrenbühl

### Sport
- Schützenverein „Edelweiß“ Siegritz
- Schützenverein Einigkeit 1862 Erbendorf-Naabberg
- Ski-Club Steinwald e. V.
- SV Wildenreuth
- TSV Erbendorf e. V. (Fußball, Kegeln, Schwimmen, Ski, Tennis, Tischtennis, Turnen)

## Wirtschaft und Infrastruktur

### Ansässige Unternehmen
- Porzellanfabrik Seltmann Weiden, Werk Erbendorf (eines der modernsten Flachporzellanwerke der Welt)
- Bauunternehmen Wilhelm Bauer GmbH & Co KG für Hoch-, Tief- und Ingenieurbauten sowie Werterhaltungsmaßnahmen für private und gewerbliche Bauherren
- Brennerei Schraml, überortlich bekannte Brennerei

### Verkehr
Der Hauptort Erbendorf ist an die B 22 und die B 299 angeschlossen.
Die B 22 verbindet den Ort mit Bayreuth (40 km Entfernung), der Bundesautobahn 9 Nürnberg-Berlin und mit Weiden (Entfernung: 25 km). Über die B 299 erreicht man nach zehn Kilometern die Anschlussstelle Falkenberg der Bundesautobahn 93 Hof-Regensburg.
Zwischen 1909 und 1997 gab es durch die Bahnstrecke Reuth–Erbendorf eine Eisenbahnanbindung, die 1972 im Personen- und 1997 im Güterverkehr stillgelegt wurde. Heute gehört Erbendorf zum Einzugsgebiet des Bahnhofs Reuth bei Erbendorf (Verkehr im Stundentakt) an der Hauptstrecke Hof-Regensburg/München (Kursbuchstrecke 855).

### Bildung
- Städtische Kinderkrippe
- Evangelischer Kindergarten Regenbogen
- Katholischer Kindergarten St. Elisabeth
- Städtischer Kindergarten Kunterbunt
- Volksschule (Grund- und Mittelschule) mit Ganztageszug in der Hauptschule
- Städtischer Kinderhort (in der Volksschule Erbendorf)
- Berufsfachschule für Altenpflege und Altenpflegehilfe Erbendorf

### Energie
Nahe des Ortsteils Wildenreuth existiert ein Windpark mit 4 Windkraftanlagen. 3 dieser Windkraftanlagen sind vom Typ Frisia F56/850 und stehen auf 70 Meter hohen Stahlfachwerktürmen. Sie haben einen Rotordurchmesser von 56 Metern und eine maximale Leistung von 850 kW. Die vierte Windkraftanlage ist kleiner und auf einem Stahlrohrmast montiert.

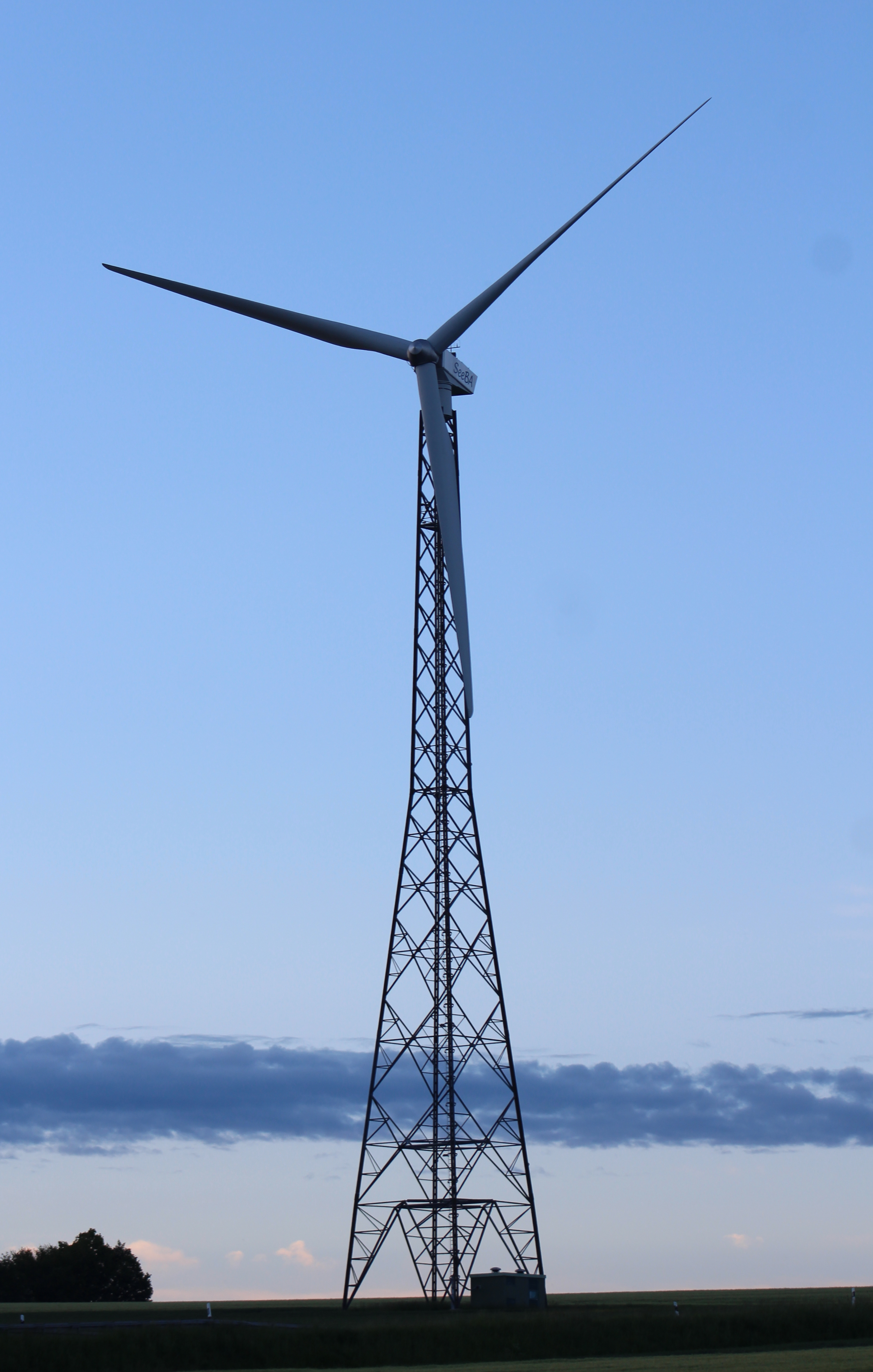
Frisia F56/850 Windkraftanlage in Wildenreuth

### Öffentliche Einrichtungen
- Kliniken Nordoberpfalz AG – Steinwaldklinik Erbendorf für geriatrische Rehabilitation in der nördlichen Oberpfalz

## Bekannte Personen

### Ehrenbürger
| Name                 | Beruf                               | Verleihung |
| -------------------- | ----------------------------------- | ---------- |
| Thomas Stark         | Lehrer                              | 1885       |
| Theodor Roll         | Oberlehrer                          | 1899       |
| Joseph Höser         | Hauptlehrer                         | 1926       |
| Franz Seraph Lederer | Pfarrer                             | 1926       |
| Hans Schultes        | Direktor                            | 1926       |
| Max Dobmeier         | Oberlehrer                          | 1927       |
| Adolf Wagner         | Bergwerksdirektor und NS-Funktionär | 1933       |
| Wilhelm Seltmann     | Fabrikbesitzer                      | 1958       |
| Wilhelm Gollwitzer   | Schulrat                            | 1967       |
| Hans Müller          | Bundestagsabgeordneter              | 1973       |
| Willy Schneider      | Fabrikant                           | 1975       |
| Georg Bertelshofer   | Stadtpfarrer                        | 1987       |
| Wilhelm Schraml      | Bischof von Passau                  | 2001       |

### In Erbendorf geboren
- Hans Schiffmann (1879–1955), Politiker (NSDAP)
- Hans Müller (1898–1974), Politiker (SPD)
- Wilhelm Schraml (1935–2021), 84. Bischof von Passau
- Norbert Neugirg (* 1960), Kabarettist, Musiker, Autor und Kommandant der Altneihauser Feierwehrkapell’n
- Gabriele Stangl (* 1964), Ernährungswissenschaftlerin
- Daniel Dietzfelbinger (* 1968), evangelischer Theologe und Autor

### Bekannte Personen, die in der Stadt gewirkt haben
- Sigmund Windisch (1709–1787), Bildhauer
- Josef Schraml (1895–1954), Bäckermeister, Mitglied der Verfassungsgebenden Landesversammlung für Bayern 1946 und Mitglied des Bayerischen Landtags 1946–1950 (CSU)
- Norbert Scharf (1952–2010), Landtagsabgeordneter (SPD), war von 2005 bis 2008 Mitglied des Stadtrats von Erbendorf

## Sonstiges
Nach Erbendorf ist der Erbendorfkörper benannt, ein noch weitgehend unerforschter, seismisch auffälliger Bereich in der Erdkruste unterhalb des Gebiets um Erbendorf, dessen Obergrenze zwischen 8,5 und 12 Kilometer unter der Erdoberfläche liegt.
In Erbendorf hat der Verein für Landschaftspflege & Artenschutz in Bayern e. V. seinen Sitz.